# ديريك سميث
ديريك سميث (بالإنجليزية: Derek Smith)‏ (5 يوليو 1946 ليفربول المملكة المتحدة - ) هو لاعب كرة قدم بريطاني يلعب كمهاجم.